# Hyundai HCD6
 (novembre 2017).
Si vous disposez d'ouvrages ou d'articles de référence ou si vous connaissez des sites web de qualité traitant du thème abordé ici, merci de compléter l'article en donnant les références utiles à sa vérifiabilité et en les liant à la section « Notes et références ».
La Hyundai HCD6 est un concept-car présenté en 2001. Il est équipé d'un moteur V6 de 218CV.